# Ilsan
Ilsan est une ville en Corée du Sud, située au nord-ouest de Séoul. 